# Linnegårdssjön
Linnegårdssjön är en sjö i Värnamo kommun i Småland och ingår i Lagans huvudavrinningsområde. Sjön har en area på 0,0902 kvadratkilometer och ligger 157 meter över havet.

## Delavrinningsområde
Linnegårdssjön ingår i det delavrinningsområde (632680-138156) som SMHI kallar för Mynnar i Bolmen. Medelhöjden är 153 meter över havet och ytan är 7,81 kvadratkilometer. Det finns ett delavrinningsområde uppströms, och räknas det in blir den ackumulerade arean 44,81 kvadratkilometer. Vattendraget som avvattnar avrinningsområdet har biflödesordning 3, vilket innebär att vattnet flödar genom totalt 3 vattendrag innan det når havet efter 147 kilometer. Delavrinningsområdet består mestadels av skog (60 procent), öppen mark (11 procent) och jordbruk (24 procent). Avrinningsområdet har 0,09 kvadratkilometer vattenytor vilket ger det en sjöprocent på 1,1 procent.